# Radwanki (województwo wielkopolskie)
Radwanki (niem. Radwonke) – wieś w Polsce położona w województwie wielkopolskim, w powiecie chodzieskim, w gminie Margonin.
W latach 1975–1998 miejscowość administracyjnie należała do województwa pilskiego.

## Charakterystyka wsi
Typowa wieś poniemiecka z pozostałościami dawnych gospodarstw murowanych z czerwonej cegły. Po II wojnie światowej został rozebrany zbór protestancki, którego fundamenty można do dziś oglądać na terenie szkoły podstawowej w Radwankach. Obecnie na terenie wsi znajduje się farma wiatraków należąca do elektrowni o nazwie "Farma wiatrowa w Margoninie", zrealizowana przez EDP Renevables. Na terenie wsi działa Koło Gospodyń Wiejskich.
Obecnie większość mieszkańców zajmuje się pracą w sektorze handlowo-usługowym. Pozostało jednak kilka gospodarstw rolniczych o dużej powierzchni, które w zadowalającym stopniu mogą utrzymać się z zebranych plonów.

## Szkoła Podstawowa im. Powstańców Wielkopolskich
W czerwcu 1930 roku władze polskie zlikwidowały istniejącą we wsi szkołę niemiecką. We wrześniu tego samego roku utworzono szkołę polską. Po sprzeciwie Niemców, przywrócony został język niemiecki jako wykładowy dla dzieci niemieckich. Szkoła była jednoklasowa. Przez 3 dni w tygodniu uczęszczały do niej dzieci polskie, a przez pozostałe 3 – niemieckie. W 1932 roku obie grupy zostały połączone, a językiem nauczania stał się polski. Przed wybuchem II wojny światowej liczba uczniów wahała się od 28 do 36. Nauczycielem w tym okresie był Franciszek Błotny.
Czas wojny budynek szkoły przetrwał, placówka jednak nie funkcjonowała. Wieś została opanowana przez Armię Czerwoną w nocy z 22 na 23 stycznia 1945 roku. Odtąd napływało coraz więcej przesiedleńców zza Buga, wracali także przesiedleńcy. Szkoła wznowiła działalność. Nauka prowadzona była jednak w trudnych warunkach, w zdewastowanym budynku. W 1945 roku uczęszczało do szkoły 52 uczniów.
W pierwszych latach po wojnie często zmieniali się nauczyciele prowadzący zajęcia. Z uwagi na ich brak, od 1 września 1946 roku do 1 lutego 1947 roku szkoła była zamknięta. Po tym okresie funkcję nauczyciela i kierownika szkoły przejął Alfons Rajek, a następnie dyrektorem został Kazimierz Cyran. Szkoła stała się wówczas 7–klasową szkołą zbiorczą dla dzieci z Podstolic, Sypniewa, Pietronek, Studziec, Klotyldzina. Zatrudnionych było 3 nauczycieli.
W 1972 roku placówka stała się szkołą zbiorczą z dwiema filiami – w Podstolicach i Pietronkach, w których uczyły się dzieci z klas I–IV. W szkole w Radwankach funkcjonowały klasy V–VIII. Podobny stan utrzymywał się do 2000 roku, kiedy zlikwidowano filie szkoły, a placówka w Radwankach stała się sześcioklasowa.
W latach 1985–2003 funkcję dyrektora sprawował Jan Zachciał. Od 2004 roku jest nim Marek Cyran.
23 kwietnia 2010 roku szkole nadano imię Powstańców Wielkopolskich.